# Hennig
Hennig ist ein niederdeutscher Name, der selten als Vorname, häufig als Familienname in Gebrauch ist.

## Herkunft und Bedeutung
→ siehe auch: Heinrich bzw. Johannes
Beim Namen Hennig handelt es sich um eine niederdeutsche Variante von Henning oder Henneke.

## Namensträger

### Familienname

#### A
- Abraham Ernst Hennig (1771–1815), deutscher Lehrer, Pfarrer und Archivar
- Albert Hennig (1907–1998), deutscher Maler
- Alexa Hennig von Lange (* 1973), deutsche Schriftstellerin und Moderatorin
- Alexander Hennig (* 1977), deutscher Wirtschaftswissenschaftler
- Alfred Hennig (Prähistoriker) (1886–1916), sächsischer Offizier, Lehrer, Prähistoriker
- Alfred Hennig (1904–1963), deutscher Politiker (NDPD)
- Amelie Hennig (* 1998), deutsche Schauspielerin
- Amy Hennig (* 1964), US-amerikanische Videospielregisseurin und Drehbuchautorin
- Anders Hennig (1864–1918), schwedischer Geologe und Paläontologe
- Anke Hennig (Politikerin) (* 1964), deutsche Politikerin (SPD)
- Anke Hennig (Literaturwissenschaftlerin) (auch Anke Chennig; * 1971), deutsche Literaturwissenschaftlerin
- Arno Hennig (1897–1963), deutscher Politiker (SPD)
- Auguste Hennig (1864–1959), deutsche Frauenrechtlerin und Politikerin

#### B
- Beate Hennig (* 1942), deutsche Germanistin
- Bernd Hennig (* 1952), deutscher Bildhauer und Objektkünstler
- Bernhard Hennig (* um 1953), US-amerikanischer Pharmakologe
- Bettina Hennig (* 1963), deutsche Journalistin, Schriftstellerin und Dozentin

#### C
- Carsten Hennig (* 1967), deutscher Komponist
- Carsten Hennig (Fußballspieler) (* 1976), deutscher Fußballspieler
- Christian Hennig von Jessen (1649–1719), deutscher Pastor und Sprachforscher
- Christian Hennig (* 1966), deutscher Mathematiker und Statistiker
- Christine Hennig, Geburtsname von Christine Theiss (* 1980), deutsche Kickboxerin
- Christoph Hennig (* 1950), deutscher Autor
- Curt Hennig (1958–2003), US-amerikanischer Wrestler

#### D
- Dieter Hennig (Althistoriker) (* 1940), deutscher Althistoriker
- Dieter Hennig (Künstler) (* 1943), deutscher Maler, Grafiker und Objektkünstler
- Dieter Hennig (Journalist), deutscher Sportjournalist
- Dietmar Hennig (* 1940), deutscher Fußballspieler
- Dora Hennig (1902–1989), deutsche Politikerin (SPD)

#### E
- Edward Hennig (1879–1960), US-amerikanischer Turner
- Edwin Hennig (1882–1977), deutscher Paläontologe
- Eike Hennig (* 1943), deutscher Politikwissenschaftler und Soziologe
- Elena Hennig (* 1977), belarussisch-deutsche Basketballspielerin
- Elisabeth Hennig (1900–1958), deutsche politische Aktivistin (SPD)
- Erika Müller-Hennig (1908–1985), deutsche Schriftstellerin
- Ernst Ludwig Hennig (1816–1878), deutscher Jurist und Politiker

#### F
- Falko Hennig (* 1969), deutscher Schriftsteller und Journalist
- Friedrich Hennig (* 1949), deutscher Chirurg und Hochschullehrer
- Fritz Leopold Hennig (1895–1951), deutscher Maler und Grafiker

#### G
- Georg Hennig (Diplomat) (* 1937), österreichischer Diplomat
- Georg Ernst Sigismund Hennig (1749–1809), deutscher Theologe
- Gerd Hennig (1935–2017), deutscher Fußballschiedsrichter
- Gerhard Hennig (Offizier) (* 1897; † nach 1946), deutscher Kapitän zur See der Kriegsmarine
- Gerhard Hennig (Theologe) (* 1938), deutscher Theologe und Hochschullehrer
- Gitta-Kristine Hennig (* 1944), deutsche Kunsthistorikerin
- Gregor Hennig (* 1974), deutscher Musiker und Musikproduzent
- Günter Hennig (* 1928), deutscher Verleger
- Gustav Adolph Hennig (1797–1869), deutscher Maler

#### H
- Hans-Detlev Hennig (1927–2017), deutscher Bildhauer
- Hans-Joachim Hennig (1945–2017), deutscher Maler und Grafiker
- Heike Hennig (* 1966), deutsche Choreografin und Regisseurin
- Heike Hennig-Schmidt (* 1945), deutsche Wirtschaftswissenschaftlerin und Hochschullehrerin
- Heinrich von Hennig (Politiker) (1818–1869), preußischer Politiker und Gutsbesitzer
- Heinrich Georg Julius von Hennig (1883–1947), deutscher Schachspieler und Konteradmiral, siehe Heinz von Hennig
- Heinrich Ludwig Hennig (1760–1821), Unternehmer und Hammerwerksbesitzer
- Heinz von Hennig (1883–1947), deutscher Schachspieler und Konteradmiral
- Heinz Hennig (1927–2002), deutscher Chorleiter
- Horst Hennig (Mediziner) (1926–2020), deutscher Mediziner, Generalarzt der Bundeswehr
- Horst Hennig (Chemiker) (* 1937), deutscher Chemiker

#### J
- Jessica Hennig (* 1988), deutsche Politikerin (SPD), MdHB
- Johann Benjamin Hennig (um 1745–um 1795), Unternehmer und Hammerwerksbesitzer
- Johann Friedrich Hennig (Unternehmer), Unternehmer und Hammerwerksbesitzer
- Johann Friedrich Hennig (1750–1814), deutscher Grafiker, Maler und Kupferstecher
- Johann Heinrich Hennig (1710–1789), Unternehmer und Hammerwerksbesitzer
- John Hennig (1911–1986), irisch-deutscher Literatur- und Religionswissenschaftler
- Jörg Hennig (* 1941), deutscher Germanist
- Joseph Curtis Hennig, eigentlicher Name von Curtis Axel (* 1979), US-amerikanischer Wrestler
- Jürgen Hennig (* 1951), deutscher Chemiker und Medizinphysiker
- Juliane Hennig (* 1975), deutsche Fernsehmoderatorin
- Julius von Hennig (1822–1877), deutscher Jurist und Politiker (NLP), MdR

#### K
- Karl Hennig (Ingenieur) (1890–1973), deutscher Ingenieur und Hochschullehrer
- Karl Hennig (Theologe) (1903–1992), deutscher evangelischer Theologe und Pfarrer
- Karl Hennig (Politiker) (* 1948), deutscher Politiker (CDU)
- Karl Rudolf Hennig (auch Rudolf Hennig; 1874–1906), deutscher Raubmörder
- Katharina Hennig-Dotzler (* 1996), deutsche Skilangläuferin
- Kathy Hennig (* 1979), deutsche Autorin und Fotografin
- Klaus Hennig (Grafiker) (1932–2007), deutscher Grafiker, Karikaturist und Briefmarkengestalter
- Klaus Hennig (Physiker, 1934) (1934–2020), deutscher Physiker
- Klaus Hennig (Physiker, 1936) (* 1936), deutscher Physiker
- Klaus Hennig (Judoka) (* 1944), deutscher Judoka
- Klaus-Peter Hennig (* 1947), deutscher Leichtathlet
- Korinna Hennig (* 1974), deutsche Radiomoderatorin
- Kurt Hennig (1910–1992), deutscher Theologe

#### L
- Lothar Hennig (1954–1975), deutsches Todesopfer an der Berliner Mauer

#### M
- Manfred Hennig (* 1952), deutscher Musiker, Keyboarder und Musiklehrer
- Marina Hennig (* 1961), deutsche Soziologin
- Markus Hennig (* 1976), deutscher Autor
- Markus Hennig (Jurist) (* 1969), deutscher Jurist
- Martha Hennig, deutsche Museumsinitiatorin, siehe Handwerksmuseum Bederkesa
- Martin Hennig (1864–1920), deutscher Geistlicher und Publizist
- Maximilian Hennig (* 2006), deutscher Fußballspieler
- Maximilian Gustav Hennig (1891–1989), deutscher Violinist
- Michael Hennig (Gewichtheber) (* 1955), deutscher Gewichtheber
- Michael Hennig (Fußballspieler) (* 1972), deutscher Fußballspieler
- Michael Joseph Hennig (1836–1915), deutscher Geistlicher und Politiker

#### O
- Ortwin Hennig (* 1950), deutscher Diplomat
- Ottfried Hennig (1937–1999), deutscher Politiker (CDU)
- Otto Hennig (1871–1920), norwegischer Maler

#### P
- Paul Hennig (1874–1930), deutscher Gewerkschafter und Politiker
- Paulina Hennig-Kloska (* 1977), polnische Politikerin, Politologin und Wirtschaftsexpertin
- Peter Hennig (?–2013), deutscher Museumsinitiator, siehe Handwerksmuseum Bederkesa
- Peter Hennig (Theologe) (* 1947), deutscher evangelischer Geistlicher, Theologe und Publizist

#### R
- Rainer Hennig (* 1945), deutscher Geistlicher
- Reinhold Hennig (1919–2003), deutscher Journalist und Politiker (NDPD)
- Richard Hennig (1874–1951), deutscher Verkehrswissenschaftler und historischer Geograph
- Richard Theodor von Hennig (1852–1926), sächsischer Generalleutnant
- Rigolf Hennig (1935–2022), deutscher Publizist und Politiker (NPD)
- Roland Hennig (* 1967), deutscher Radrennfahrer
- Rolf Hennig (1928–2016), deutscher Autor
- Rosa Benesch-Hennig (1903–1986), österreichische Malerin
- Rudolf Hennig (1874–1906), deutscher Raubmörder, siehe Karl Rudolf Hennig
- Rudolf Hennig (Politiker) (1895–1944), deutscher Politiker (KPD), MdR

#### S
- Saskia Hennig von Lange (* 1976), deutsche Schriftstellerin und Kunsthistorikerin
- Sebastian Hennig (Sänger) (* 1968), deutscher Sänger (Knabensopran, Bariton)
- Sebastian Hennig (Maler) (* 1972), deutscher Maler, Kunstkritiker und Publizist der Neuen Rechten
- Shelley Hennig (* 1987), US-amerikanisches Model und Schauspielerin
- Siegfried von Tietzen und Hennig (1825–1896), deutscher Generalleutnant
- Sonny Hennig (1946–2019), deutscher Komponist, Musikproduzent, Sänger und Musiker
- Susanne Hennig-Wellsow (* 1977), deutsche Politikerin (Die Linke)

#### T
- Tessa Hennig (* 1963), deutsche Schriftstellerin
- Theodor Hennig (1922–2009), deutscher Ingenieur
- Thomas Hennig (* 1977), deutscher Politiker (CDU)
- Thorsten Hennig-Thurau (* 1967), deutscher Wirtschaftswissenschaftler
- Torsten Hennig (* 1959), deutscher Maler und Grafiker

#### V
- Veit Hennig (* 1961), deutscher Biologe
- Volker Hennig (* 1958), deutscher Fußballspieler

#### W
- Walter Hennig (1903–1965), deutscher Kirchenmusiker und Komponist
- Waltraut Hennig (1921–2015), deutsche Politikerin (LDPD)
- Werner Hennig (MfS-Mitarbeiter) (1928–1999), deutscher Generalmajor des Ministeriums für Staatssicherheit
- Werner Hennig (Jurist) (1929–2014), deutscher Jurist und Richter
- Werner Hennig (Künstler) (1935–2014), deutscher Maler und Grafiker
- Wilhelm von Tietzen und Hennig (1787–1869), deutscher General der Kavallerie
- Willi Hennig (1913–1976), deutscher Biologe
- Winfried Hennig (* 1941), deutscher Szenenbildner
- Wolfgang Hennig (* 1941), deutscher Biologe und Molekularbiologe

### Vorname
- Hennig Brand (1630–1692), deutscher Arzt und Alchimist